# Helion (Physik)
Als Helion wird der Atomkern des seltenen, stabilen Heliumisotops 3He bezeichnet. Ein Helion ist ein zweifach positiv geladenes Kation und besteht aus zwei Protonen und einem Neutron. Damit ist es der Spiegelkern des Tritons.
Der Atomkern des anderen stabilen Heliumisotops, 4He, ist das Alphateilchen.